# Arhanghelul Ariel
Ariel (ebraică: אריאל, Ari'el, Arael sau Ariael) este un arhanghel găsit în primul rând în iudaism, în mistica creștină sau în Apocrife (de exemplu în Cartea lui Enoh). În general este reprezentat ca o autoritate asupra Pământului și elementele sale. Ariel, de asemenea, a fost numit și îngerul vindecării, al mâniei și al creației. 
Numele ebraic Ariel înseamnă literal altar sau Leul lui Dumnezeu, și apare în Vechiul Testament, de exemplu Isaia 29,1-7, unde este folosit ca o denumire a Ierusalimului. Ariel a fost o denumire veche pentru Demiurgul Gnostic (Dumnezeul Creator). 
„Vai ție, Ariele, Ariele, cetate în care a trăit David! Treacă an de an, șirul de praznice să se sfârșească! Apoi voi împresura Arielul și el va plânge și va geme! Cetatea va fi ca un Ariel pentru Mine. Ca David voi tăbărî asupra ta, te voi înconjura cu valuri și voi ridica întărituri împotriva ta. Vei fi doborât la pământ și de acolo se va auzi glasul tău; graiul tău din țărână se va auzi; glasul tău va fi ca al unei năluci ce iese din pământ și din praf spusele tale ca un murmur vor părea. Mulțimea vrăjmașilor tăi va fi ca pulberea măruntă, ceata asupritorilor ca pleava care zboară. Dar aceasta se va petrece într-o clipă. Domnul Savaot te va cerceta cu tunet, cutremur și zgomot mare, uragan și vijelie și flăcări de foc mistuitor! Și ca un vis, ca o vedenie de noapte va fi mulțimea de popoare luptătoare împotriva lui Ariel, care se vor război cu el, cu cetatea lui și de jur împrejur o vor strânge.”—Isaia 29,1-7

## Atribute și proprietăți

### În misticism
Ariel este în general prezentat ca un înger, cu autoritate asupra elementelor, sau chiar asupra Pământului însuși. În Thomas Heywood - Hierarchy of the Blessed Angels, Ariel este numit atât ca un prinț care stăpânește apele cât și „Marele Domn al Pământului”. În unele scrieri oculte, Ariel este menționat cu alte titluri elementare, cum ar fi „al treilea arhonte al vanturilor”, „spiritul aerului”, „îngerul apelor de pe Pământ”. În misticism, mai ales cel modern, Ariel este, de obicei invocat ca un înger care domnește asupra pământului, forță creatoare, Nordul, spirit elementar și fiară.
Ariel este cunoscut ca un înger al vindecării și este asociat cu Arhanghelul Rafael în vindecarea bolilor. [Ref. Moses Gaster, Înțelepciunea Haldeilor.]

### Spiritalmâniei
Ariel a fost portretizat ca un spirit distructiv al răzbunării. În Pistis Sophia din coptă, Ariel este responsabil de pedepsirea lumii de jos, ceea ce corespunde cu orașul sumerian Ur din Mandaeism (religie). (Posibil din cauza asocierii lui Ariel cu Arhanghelul Uriel, care este deseori echivalat cu Ur și i se atribuie același rol. ) Atributele distructive ale lui Ariel au condus la asociații cu zeități ca Nemesis și Sekhmet, printre altele. Ariel este, de obicei, descris cel care cercetează și pedepsește demonii sau alte spirite rele. [Ref. Testamentul lui Solomon. ]

## Ierarhie și rol
Fiind unul dintre Arhangheli, Ariel este considerat ca având o poziție înaltă în ierarhia îngerească, cu atașamente la câteva ordine / coruri. Ariel este numit ca fiind unul dintre îngerii prezenței (sau îngerii din față sau îngerii gloriei), alături de Metatron, Suriel, Sandalphon, Astanphaeus, Sarakiel, Phanuel, Jehoel, Zagzagael, Uriel, Yefefiah, Sabaoth și Akatriel. Îngerii de prezența și îngerii de sfințire sunt mai mari cu două ordine decât îngerii. 
Ariel a fost revendicat ca fiind un heruvim și spirit gardian de către mai multe persoane, în special autori. Percy Shelley a pretins că era protejat de un înger și adesea îl numea Ariel. Autori moderni au lansat mai multe cărți în care pretind că ar comunica cu entitatea Ariel, cum ar fi Julie Y. Tortora în The way of Angels sau Linda Sue Nathanson și Steven J. Thayer în Interview With an Angel.